# Богданова Олександра Андріївна
Олександра Андріївна Богданова (нар. 1903, село Велика Берізка Чернігівської губернії, тепер Середино-Будського району Сумської області — ?) — українська радянська діячка, голова Дніпропетровського обласного суду. Депутат Верховної Ради УРСР 2—4-го скликань.

## Біографія
Народилася у родині коваля Великоберізківського цукрового заводу. У дев'ять років стала сиротою: помер батько. Проживала у селі Пигарівці на Чернігівщині. Потім разом із матір'ю переселилася у село Воронцовку Тифліської губернії, де працювала у наймах на тютюновій плантації. У 1916 році повернулася на Сумщину, працювала у сільському господарстві.
У 1924 році вступила до комсомолу.
Працювала завідувачем сільської хати-читальні, секретарем комітету незаможних селян, секретарем сільського комсомольського осередку, робітницею заводу, жіночим організатором цеху. Навчалася у Чернігівській дворічній партійній школі.
Член ВКП(б) з 1927 року.
Після закінчення партшколи працювала районним жіночим організатором. З вересня 1929 року — народний суддя міста Глухова на Сумщині.
Освіта вища. У 1937 — 1939 роках — слухач Всесоюзної юридичної академії у Москві.
У 1940 — 1941 роках — голова Дніпропетровського обласного суду. Під час німецько-радянської війни була евакуйована в східні райони СРСР. У 1941 — 1943 роках працювала в обласному суді Челябінської області РРФСР.
У жовтні 1943 — 1958 роках — голова Дніпропетровського обласного суду.

## Нагороди
- орден Трудового Червоного Прапора (23.01.1948)
- орден Знак Пошани
- медалі